# Подлесное (Тернопольский район)
Подлесное (укр. Підлісне) — село в Бережанской городской общине Тернопольского района Тернопольской области Украины.
До 2020 года входило в Бережанский район.
Код КОАТУУ — 6120481804. Население по переписи 2001 года составляло 294 человека.

## Географическое положение
Село Подлесное находится на правом берегу реки Золотая Липа,
выше по течению на расстоянии в 2,5 км расположено село Бище,
ниже по течению на расстоянии в 2,5 км расположено село Лапшин,
на противоположном берегу — село Жуков.

## История
- Основано как село Шумляны.
- В 1964 году переименовано в село Подлесное.

## Объекты социальной сферы
- Школа I ст.
- Фельдшерско-акушерский пункт.